# Chiesa di San Vigilio (Molveno)
La chiesa di San Vigilio è una chiesa cimiteriale di Molveno. Risale al XIV secolo. L'edificio per la ricchezza del suo patrimonio artistico, è inserito tra i beni culturali posti sotto la tutela della Provincia Autonoma di Trento.

## Storia

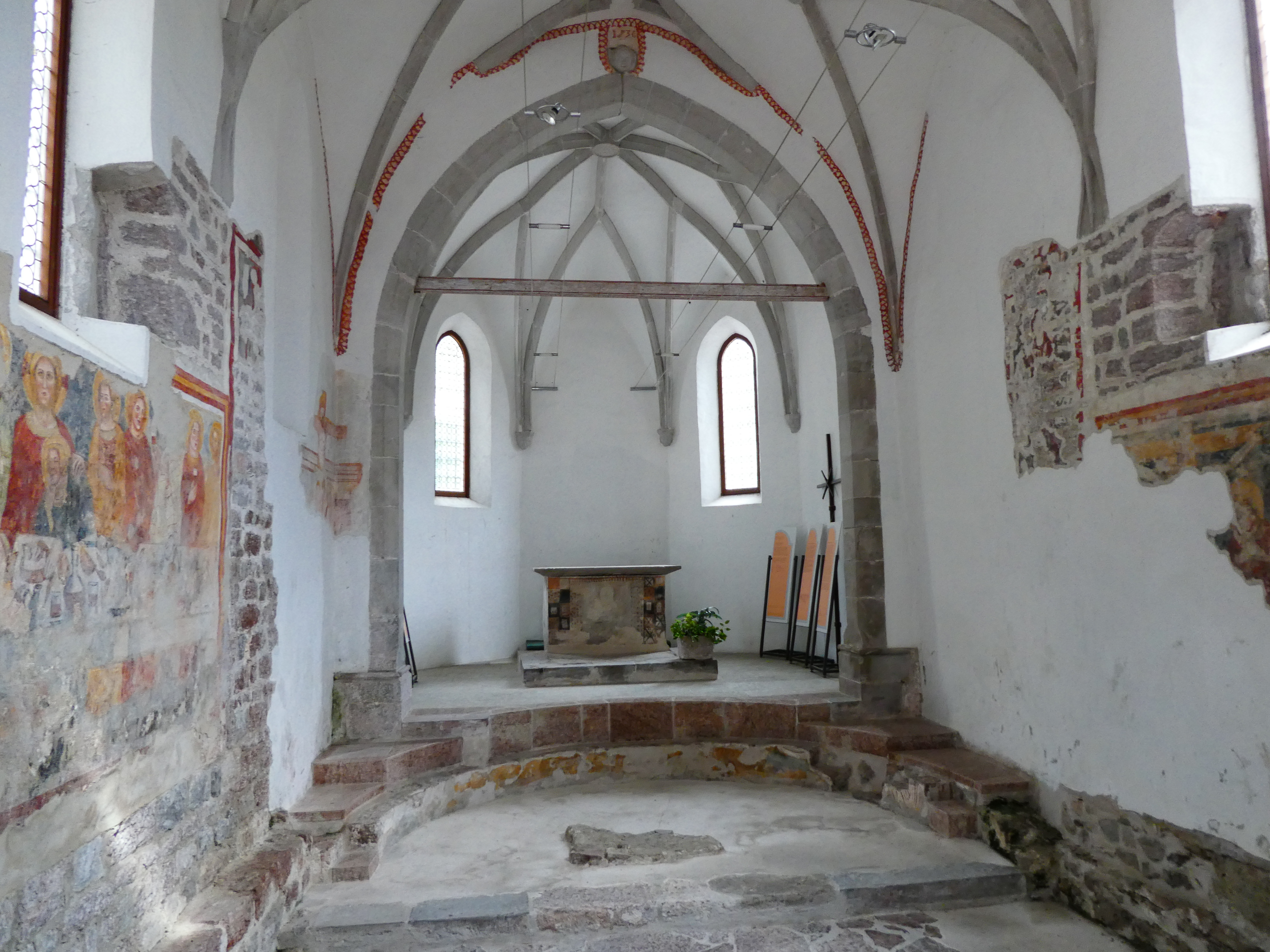
Interno

La prima citazione di una chiesa dedicata a San Vigilio in Molveno risale al 1300. Indagini recenti ci dicono che questo primo edificio era di minori dimensioni rispetto a quello che ci è pervenuto. L'interno venne decorato con i primi affreschi alla fine del secolo ma si dovette attendere il 1511 perché venisse decorata la facciata, ad opera della bottega dei Baschenis.
Nel 1574 venne eretta a curazia, sussidiaria della pieve di Banale, e venne consacrata con cerimonia solenne.
Nel XVII secolo venne imbiancato l'interno, fu eretta la sacrestia, venne sistemato il cimitero accanto alla chiesa, venne riposizionato il fonte battesimale e fu riparato il pavimento della sala.
Tra il 1695 ed il 1768 la chiesa venne utilizzata in modo ridotto anche a causa delle cattive condizioni nelle quali versava, ed in seguito si misero in cantiere varie attività per restaurarla. Si iniziò ricostruendo o ampliando la sacrestia e si proseguì sistemando il tetto.
Con il XX secolo alcuni scavi riportarono alla luce antiche strutture della chiesa primitiva.
A partire dalla seconda metà del secolo iniziò un nuovo ciclo di restauri, e così venne risistemata la copertura e restaurati gli affreschi, il pavimento della sala, la sacrestia ed altre parti, come la trave che sostiene l'arco santo.

## Descrizione

### Esterno

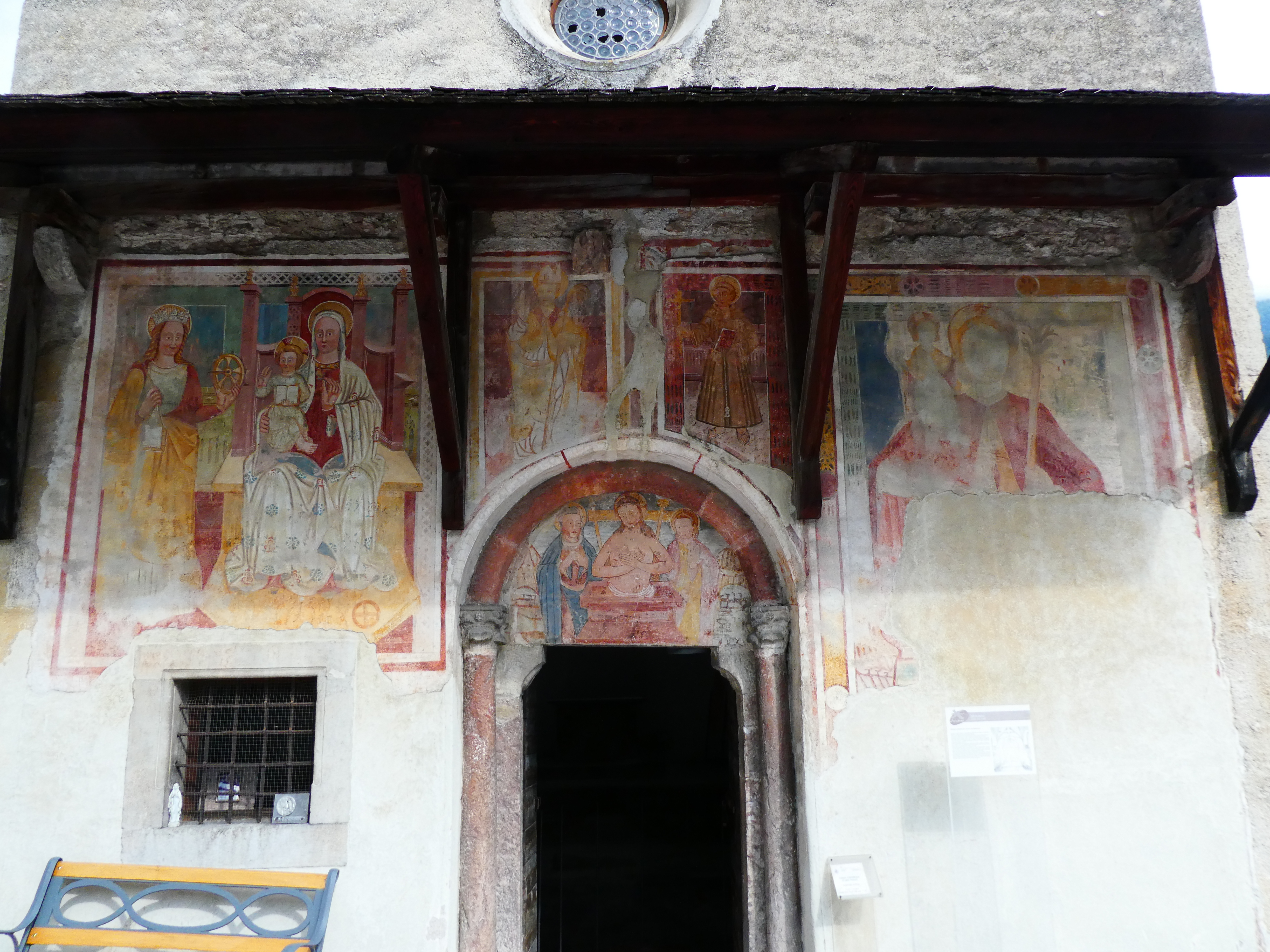
La facciata affrescata, nella parte sopra il portale

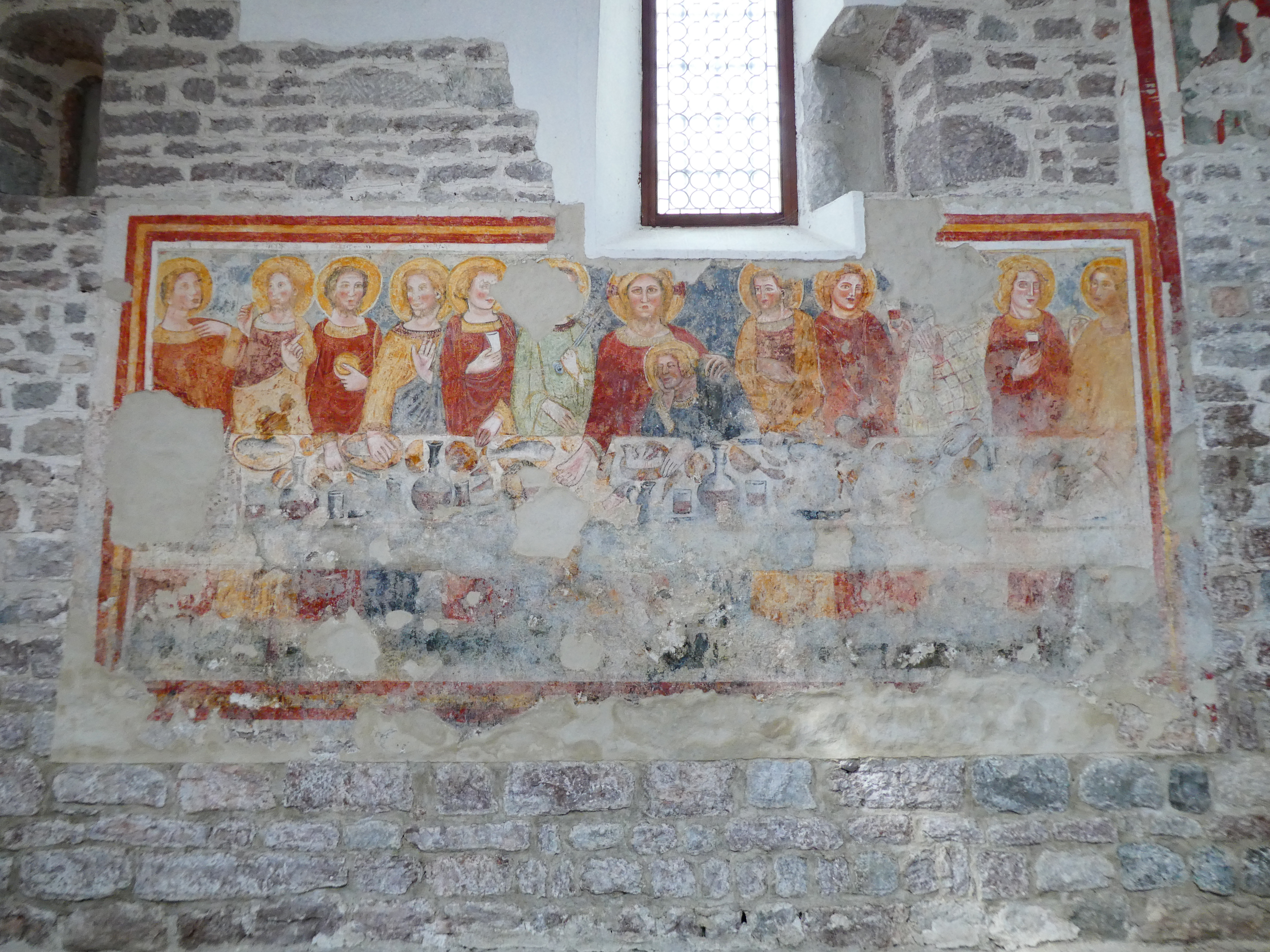
Affresco dell'Ultima Cena all'interno

La piccola chiesa cimiteriale ha una struttura in stile romanico, con tetto spiovente a capanna. 

La facciata presenta un tettuccio in scandole che protegge il portale romanico d'ingresso, con paraste a colonne e capitello ionico, sormontato da una lunetta che ospita le immagini del Redentore nell'avello con la Madonna e san Giovanni.
La parte inferiore prosegue con il ciclo d'affreschi opera dei Baschenis, pittori originari della bergamasca ma molto attivi sul territorio Trentino. L'affresco raffigura Il Matrimonio mistico di santa Caterina d'Alessandria, con la Madonna e il Bambino sul lato sinistro, centrale l'immagine di san Vigilio vescovo e san Francesco d'Assisi, mentre sul lato destro troneggia la grande immagine di san Cristoforo. La facciata ha un oculo centrale nella parte superiore, e una piccola finestra rettangolare.

### Interno
Se l'esterno conserva la caratteristica costruzione originaria in arte romanica risalente al XIII secolo con i muri pietra grigia, l'interno presenta una struttura in stile gotico. Sulle pareti dell'unica aula e su quelle dell'abside dalla forma semicircolare si conservano affreschi quattrocenteschi, mentre il soffitto a volte, la pavimentazione, e le finestre ogivali sono risalenti alla ricostruzione del XVI secolo. Sulla parete a nord vi è il grande affresco dell'Ultima cena e parte della raffigurazione di santa Elena; sulla parete a sud vi sono raffigurati: sant'Antonio con angelo, tre santi non identificati e san Rocco, mentre l'abside conserva parte dell'affresco della Crocifissione e del fregio che probabilmente era presente su tutta la volta.